# Euphaedra sudanensis
Euphaedra sudanensis är en fjärilsart som beskrevs av Talbot 1929. Euphaedra sudanensis ingår i släktet Euphaedra och familjen praktfjärilar. Inga underarter finns listade i Catalogue of Life.